# Miglio d'oro
(da Miglio d'oro, parole e musica di Ramir, 1921)

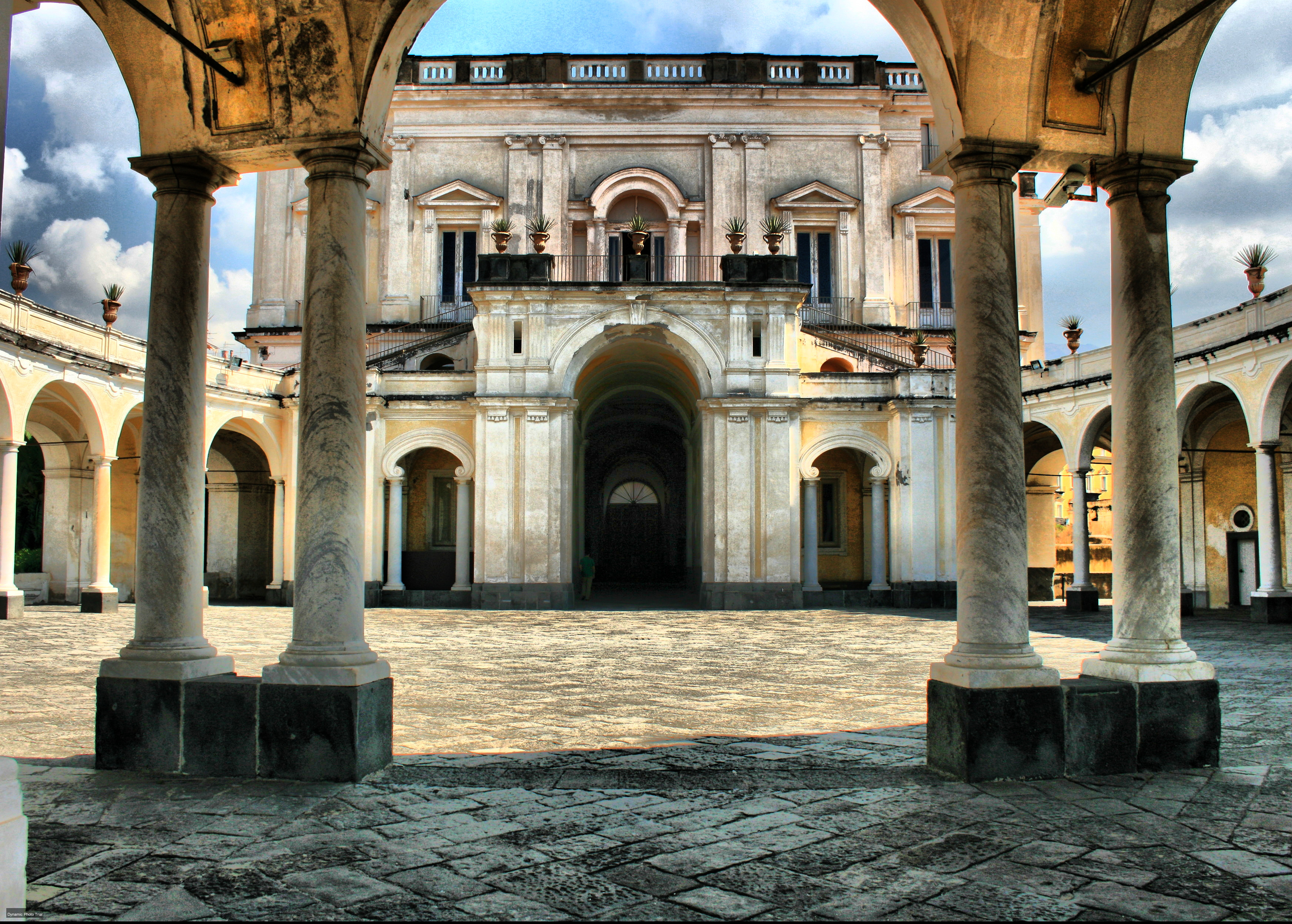
Facciata della Villa Campolieto ad Ercolano

Il Miglio d'oro è un tratto della SS 18 Tirrena inferiore (un tempo strada regia delle Calabrie) che storicamente va dal quarto miglio posto ai piedi della Villa De Bisogno di Casaluce, su Corso Resina 189 a Ercolano (in prossimità degli Scavi archeologici di Ercolano), fino a Palazzo Vallelonga, a Torre del Greco.
Attualmente si intende con Miglio d'oro anche il tratto della stessa strada che prosegue per i comuni di Portici e San Giorgio a Cremano, e i quartieri napoletani di San Giovanni a Teduccio e Barra, ovverosia la lunga strada di circa quattro miglia che connette la Reggia di Portici al Palazzo reale di Napoli.
Il miglio è definito "d'oro" per i giardini ricchi di pometi (arance, limoni e mandarini), per la ricchezza storica e paesaggistica, e per la presenza di splendide ville vesuviane del Settecento.

## L'origine

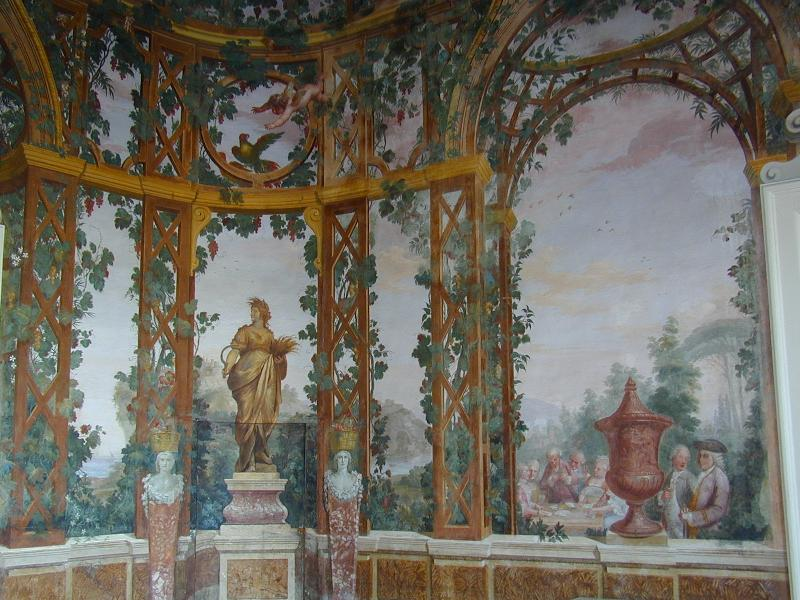
Affreschi decorativi nella Villa Campolieto ad Ercolano

Carlo di Borbone, salito sul trono del Regno di Napoli nel 1735, nei primi anni del suo regno visitò la villa che il duca d'Elboeuf si era fatta costruire sulla riviera vesuviana: rimase così incantato dalla bellezza del paesaggio e dalla mitezza del clima che decise di trasferirvisi con la consorte Maria Amalia di Sassonia, e nel 1738 commissionò ad Antonio Canevari la costruzione della Reggia di Portici.

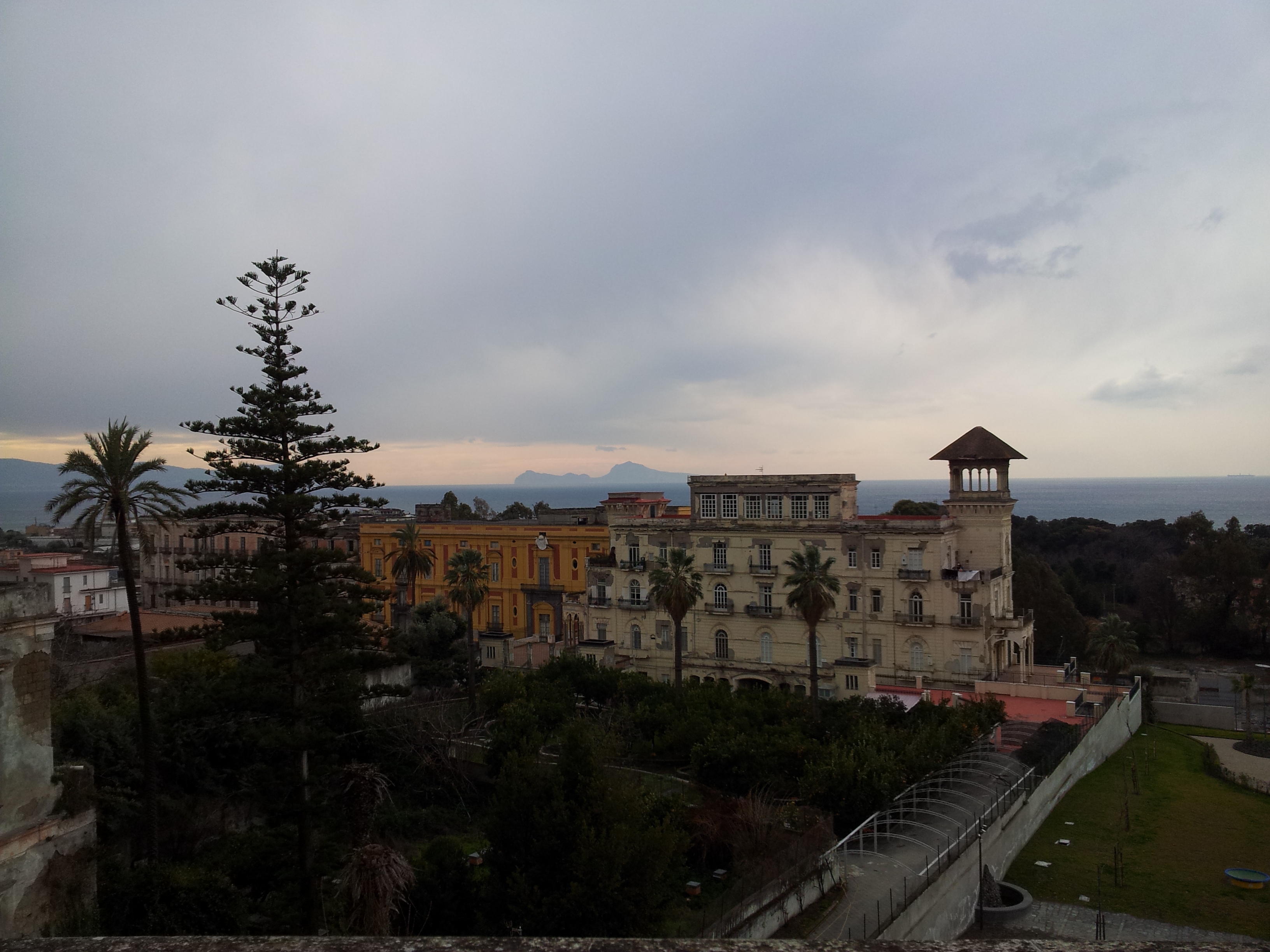
Una veduta parziale del Miglio d'oro da Villa Ruggiero: in primo piano Villa Battista e, dietro, Villa Favorita con il suo parco. Sullo sfondo, l'isola di Capri

Nello stesso anno re Carlo patrocinò la prima campagna regolare di scavi per riportare alla luce i resti dell'antica città di Ercolano.
La rigogliosa selva digradante verso il mare, il panorama che spaziava su tutto il Golfo di Napoli con vista su Capri, Ischia e Procida, il prestigio della presenza della dimora reale, il fascino delle vestigia dell'antichità, fecero sì che l'intera corte napoletana e molti altri nobili decidessero di trasferirsi lungo quest'area battezzata "Miglio d'oro", facendosi costruire ville e giardini rococò e neoclassici da architetti come Luigi Vanvitelli, Ferdinando Fuga, Ferdinando Sanfelice, Domenico Antonio Vaccaro, Mario Gioffredo e molti altri.

## Il territorio
Il Miglio d'oro propriamente detto è un tratto di strada rettilineo tra Ercolano e Torre del Greco la cui lunghezza misurava esattamente un miglio secondo il sistema di unità di misura in uso nella prima metà del Settecento. Per due terzi si estende nel territorio di Ercolano e per un terzo in quello di Torre del Greco e aveva due termini precisi: poco prima del portale d'ingresso della Villa De Bisogno in Corso Resina a Ercolano (pietra miliare IV), dopo l'ingresso degli scavi archeologici, e Corso Vittorio Emanuele n. 87 (pietra miliare V purtroppo oggi scomparsa) a Torre del Greco, prima di giungere all'incrocio con Via Cesare Battisti; entro questi termini sorgevano, fra le altre, la Villa Campolieto, Villa Favorita, Villa Aprile a Ercolano, Palazzo Vallelonga e Villa Mennella a Torre del Greco.
Nel XX secolo questa definizione così precisa è sfumata, in quanto per finalità politiche, di promozione turistica e di sviluppo territoriale, il concetto di Miglio d'oro si è esteso anche ai comuni di Portici e di San Giorgio a Cremano; ciò ha creato un equivoco logico in quanto non si può parlare di "miglio" d'oro per un territorio allungato su ben quattro miglia. L'intera fascia del Miglio d'oro fu servita, per quasi un secolo, da un'infrastruttura di trasporto, la tranvia Napoli-Portici-Torre del Greco che ne favorì lo sviluppo e gli interscambi con il capoluogo.
In realtà sul territorio dei quattro comuni del Miglio d'oro, oltre che su quello dei quartieri napoletani di Barra e San Giovanni a Teduccio, insistono le 122 ville vesuviane del XVIII secolo censite dalla Fondazione Ente Ville Vesuviane, fra cui la Reggia, Palazzo d'Elboeuf, Villa Meola e Palazzo Ruffo di Bagnara a Portici, Villa Bisignano a Barra, Villa Bruno, Villa Vannucchi e Villa Pignatelli di Montecalvo a San Giorgio a Cremano, Villa Prota e Villa delle Ginestre a Torre del Greco; esse sono altrettanto belle e grandiose (sebbene alcune in condizioni di fatiscenza) rispetto alle coeve ville di Ercolano, ma non rappresentano un unicum così concentrato e quasi integro come sul tratto di Corso Resina ad Ercolano.

## La tutela
I proprietari delle ville lungo il Miglio d'oro, per lo più eredi degli aristocratici borbonici che le avevano costruite, non furono in grado di garantirne la conservazione, già pregiudicata dai saccheggi e dai bombardamenti della seconda guerra mondiale e dalla successiva speculazione edilizia. Il parlamento italiano, con la legge n. 578 del 29 luglio 1971 istituì l'Ente per le Ville Vesuviane «allo scopo di provvedere alla conservazione, al restauro e alla valorizzazione del patrimonio artistico costituito dalle Ville Vesuviane».
122 sono le ville censite e tutelate dall'ente. Il 17 marzo 2011 è crollata parte della facciata principale di una villa nel comune di Portici, il Palazzo Lauro Lancellotti da tempo lasciato in stato di abbandono.